# Bavo Dhooge
Bavo Dhooge jr. (Gent, 31 januari 1973) is een Vlaams schrijver.

## Biografie
Na zijn studies Grieks-Latijn aan het Sint-Lievenscollege te Gent studeerde Dhooge af als Master in de Audiovisuele Kunsten, Optie Medium Film & Televisie aan de Koninklijke Academie voor Schone Kunsten in Gent. Zijn eindwerk, de kortfilm 'Warmwatervissen', werd geselecteerd op het Internationaal Filmfestival van Vlaanderen.
Daarna werkte hij vier jaar als copywriter-scenarist in een productiehuis en als freelance recensent, onder meer voor HUMO en Ché.
Hij kende zijn literair debuut in 2001 met de roman 'Spaghetti'. Sedertdien publiceerde hij 125 'S-boeken': literaire romans, thrillers, autobiografische romans, memoires, dagboeken, verhalenbundels, jeugd- en kinderboeken, en allerhande genreliteratuur waarvan de titels allen beginnen met een 'S'. Daardoor, en vanwege zijn hoge productie, kreeg hij de bijnaam 'S-Express'.
Dhooge woont en werkt in Gent.

## Prijzen
Zijn werk werd bekroond met de Schaduwprijs voor het beste Nederlandstalige debuut,  de Diamanten Kogel voor de beste Spannende Thriller en de Hercule Poirotprijs, de Internationale Verhalenwedstrijd Ambrozijn, de verhalenwedstrijd van de Stad Deinze, de verhalenwedstrijd van de RUG Literatuurlijk. Daarnaast kreeg hij drie nominaties voor de Diamanten Kogel, twee nominaties voor de Gouden Strop, vier voor de Hercule Poirotprijs en een nominatie voor de Max Gouden Vleermuis, prijs voor het beste oeuvre.  Hij kreeg twee jaar op rij 5 sterren in de Vrij Nederland Thrillergids. Zijn thriller 'Stand-In' werd in Nederland uitgeroepen tot 3de All Time International Thriller. Zijn werk verscheen in Ellery Queen Mystery Magazine en werd vertaald in Zuid-Afrika, Rusland en Thailand.
In 2015 verscheen zijn Amerikaanse debuut, 'Styx', bij de Amerikaanse uitgeverij Simon & Schuster, New York.
De filmrechten voor de 'Styx-trilogie' werden verkocht aan Eyeworks, dat in het najaar van 2022 van start ging met de opnames van de Vlaamse televisiereeks die in het voorjaar van 2024 te zien is op Streamz en VTM. 
- 2de prijs Verhalenwedstrijd Literatuurlijk RUG
- 1ste prijs Verhalenwedstrijd Ambrozijn
- 1ste prijs Verhalenwedstrijd Stad Deinze
- Nominatie Diamanten Kogel (2002)
- Winnaar Schaduwprijs (2003)
- Nominatie Diamanten Kogel (2003)
- Winnaar Diamanten Kogel (2009)
- Nominatie Gouden Strop (2009)
- Nominatie Hercule Poirotprijs (2010)
- 3de Plaats All Time International Thriller
- Winnaar Hercule Poirotprijs (2013)
- Nominatie Gouden Strop (2015)
- Nominatie Hercule Poirotprijs (2023)
- Nominatie Gouden Vleermuis (2024)
- Nominatie Hercule Poirotprijs (2024)

### Volwassenen
SPANNENDE ROMANS
PAT SOMERS SERIE
- SMAK (2002)
- Strafschop (2003)
- Spookbloem (2004)
- STAR (2005)
- Showtime (2006)
- S.O.S. (2006)

L.A.REEKS
- Stand-in (2007)
- Stiletto Libretto (2009)
- Sioux Blues (2010)
- Scrabble Man (2011)
- Sunset Bay (2012)
- Santa Monica (2013)
- Santa Monica US (2020)
- Sushi King (2014)
- Scam Alarm (2015)
- Space Rats (2016)
- Sand Bag (2016)

CHRIS COENE (BODYGUARD REEKS)
- Samoerai, de (2023)
- Spijtoptant, de (2024)
- Schuldenaar, de (2025)

STYX REEKS
- Styx (2014)
- Styx US (Simon & Schuster, 2015)
- Styxmata (2015)
- Styx (filmeditie 2024)

STAND ALONES
- Spaghetti (2001)
- Speeltijd (2007)
- Schaduw van de koning (2013)
- Schiet niet te snel (2011)
- Sfinx zonder gezicht (2014)
- Schuld, de (2014)
- Stop (2009, Wablieft)

GEBASEERD OP TV-REEKSEN
- Salieri (2003, Sedes & Belli)
- Schizo (2009, Zone Stad)
- Schone Schijn (2010, Zone Stad)
- Souffleur des doods (2011, Zone Stad)
- Stille Nacht (2011, Witse)
- Schot in het donker (2013, Salamander)

LITERAIRE ROMANS
- Schaduwspel (2003)
- Surprise (2004)
- Smile (2005)
- Spielerei (2007)
- Solo (2007)
- Seven Awakenings in the Life of an Extra-Ordinary Man (2008)
- Slapstick (2011)
- Serenade voor straathond (2011)
- Speler, de (2012)
- Sok, de (2012)
- Sciencefictionschrijver, de (2012)
- Stank, de (2013)
- Samen zullen we slapen voor het sterven (2015, vertaling Jean Sagan)
- Stilte, de (2016)
- Sodome Mucho (2016)
- SR. (2018)
- Schreeuw van de sax, de (2023)
- SICK (2024)
- Spits (2025)

NON-FICTIE
- Stalen Kaken (biografie John Massis, 2005)
- Schrijvers op het scherm (2019)

AUTOBIOGRAFISCHE LITERATUUR
- Speciaal Journaal dagboek VOL I (2019)
- Speciaal Journaal dagboek VOL II (2019)
- Sterke twijfels (2021)
- Schuwe kreten (2021)
- Schrift vol schimmen (2021)
- Schetsen van geesten (2021)
- Stil Leven (Encyclopédie Intime) VOL I, memoires (2026)
- Stil Leven (Encyclopédie Intime) VOL II, dagboeken (2026)

STUNT REEKS (CORONA REEKS)
- Sakala & Leopold (2021)
- Schreeuw van de sax, de (2021)
- Sparringpartners (2021)
- SWAP (2021)
- Starlet (2021)
- Sterke Twijfels (2021)
- Show me the mark, please (2021)
- Schetsen van geesten (2021)
- Schuwe Kreten (2021)
- Schrift vol schimmen (2021)
- Symptoom zkt. hypochonder (2021)
- & Son (2021)

SCIENCE FICTION
- Spiegels (2008)
- Splinters (2009)
- Springers (2010)
- Straks werd ons geluk vermoord (2008)
- Signalen uit de oertoekomst (2009)
- Stadsbloed (2016)
- Stoppers, deel 1: De stemmen van Mark Chapman (2024)
- Soms is kort lang nog niet zo slecht (2025, alle verzamelde verhalen)

JEUGD & YOUNG ADULT LITERATUUR
- Horrorrarium (2006) - Bundel met diverse schrijvers, verhaal Speelgoedpop.
- Stoeipoes (2004)
- Sam Colt (2005)
- Speelgoed (2007)
- Het Geheim van Antarctica (2008)
- Strafstudie (2009)
- Skater in de mist (2010)
- September 11th (2011)
- Saga Gaga #1 (2014)

JEUGD- EN KINDERBOEKEN
- Sus Octopus (2005)
- Slim (2007)
- Spring, meneer Luis (2007)
- Spaceboy, superheld (2008)
- Spoorloos (2008)
- Sluipend gif (2009)
- Superbeest! (2010)
- Schijnpijn (2010)
- Schaapjes op het droge (2011)
- Superpa gezocht (2014)
- Spion op school (2014)
- Spoor in het zand (2015)
- Strijk je rijk (2016)
- Snot en scheet (2016)
- Spring, kasteeltje! (2016)

BIBBERBOEKEN
- Satergeschater (2005)
- Schoolmonsters (2006)
- Slaapslachter (2007)
- SerieWoordenaar (2007)
- Slangenvanger (2009)
- Spinnenkiller (2010)
- Schimmen in het Steen (2006, bundel Het grote bibberboek)
- Stuurloos (2008, bundel Het grote buitengewoon bloedstollende bibberboek)

DON KAMELEON REEKS
- Spion Don Kameleon en de toverdrank (2010)
- Spion Don Kameleon en de geheime tempel (2010)
- Spion Don Kameleon en de schat van Ani Mala (2011)
- Spion Don Kameleon en de Verschrikkelijke Sneeuwpad (2011)
- Spion Don Kameleon en de Tijdspoort (2013)

SPOOKSCHRIJVERIJ
- Diverse boeken zoals Buitenaardse Boma (onder pseudoniem Bas Dhondt, De Ark van Mark (onder pseudoniem Bas Dhondt), Carmen op de catwalk (onder pseudoniem Bas Dhondt),Fernand op Facebook (onder pseudoniem Bas Dhondt), Hallo K3, 3 meiden onder 1 dak,Piet Piraat en de Apenboot, Piet Piraat en het Hondje, Piet Piraat en de Droomboot, Samson & Gert: Het Vliegtuigje, Samson & Gert: De Krullenkapper,Dobus Aanvulboekje, Galaxy Park 3, Sterrenoorlog, Hotel 13, Misdaden tegen de tijd, ...

SCENARIO'S EN TONEEL
- Warmwatervissen (kortfilm 10min, geselecteerd Internationaal Filmfestival Gent, 1998)
- Speeltijd - gebaseerd op de twee boeken Speeltijd en Speelgoed.
- Sedes & Belli (Afl.9, 'Privézaken' - een TV1-dramareeks van dertien afleveringen op zondagavond.)
- Stalen kaken (filmversie)
- Goden & helden - creatieve documentaire. Geselecteerd voor het allereerste Viewpointfestival te Gent, 1997.
- Keep Smiling - Toneelbewerking van de roman Smile. Blijspel.

VERHALEN (samengebracht in 'Soms is kort lang nog niet zo slecht', 2025)
- De zwarte clowns (winnaar Literatuurlijk RUG)
- Spaanse les (winnaar De Jonge Hond, Eindhoven & Zulma)
- Carl's caravan
- Hondeleven (Sampel)
- Oud schroot
- Warmwatervissen (Filmfestival Gent)
- Surprise!
- Tennissen met Glenn (Sampel)
- Milo
- Dakisolatie
- Blind Date
- Wat ik maar wil zeggen
- De oude postbode
- Literair, moi? (winnaar Ambrozijn 2006, CHE)
- Ombrengen & Inbrengen (CHE)
- Sneak Preview (CHE)
- Smile (winnaar verhalenwedstrijd Stad Deinze)
- Sprookjessprokkelaar (CHE)
- Stemmen in de mist (Blikopener)
- Sequel: de gedaanteverwisseling II
- Stop! (Wablieft)
- Split (CHE)
- Strop (CHE)
- Straffe kost (CHE)
- Stinkend Gips (CHE & Ellery Queen Mystery Magazine)
- Spoed (CHE)
- Sabotage (CHE)
- Slinger (Pure Fantasy)
- Smart was het hart van ons bestaan (Cerberus)
- Sluit me alsjeblief eens op in je geheugen, alsjeblief (Cerberus)
- Shampoo Deluxe (Ezzullia)
- Schimmen in het steen
- Spoorloos
- Scriptdoctors (Suspense Publishing)
- Stilte in een schreeuwlandschap (Fantasy Realm)
- Scheet in een fles
- Stalker (SF Terra)
- Speciaal voor jou kom ik uit de toekomst (Blikopener)
- Sonate voor een straathond
- Speelgoedpop (Horrorarium)
- Stil bloed (Summercrime)
- Schaal van Swartman, de
- Stem, de
- Seks tells
- Stok, de